# كاليكومو
كاليكومون (Καλλίκωμον) هي مدينة في إليا في مقاطعة كينتريكي إلادا في اليونان.
يبلغ عدد سكانها حوالي 1200 نسمة.